# جورج دبليو. بيرد
جورج دبليو. بيرد (بالإنجليزية: George W. Baird)‏ هو عسكري أمريكي، ولد في 13 ديسمبر 1839 في ميلفورد في الولايات المتحدة، وتوفي في 26 نوفمبر 1906 في آشفيل في الولايات المتحدة.